# Čov čov
Čov čov (Chow Chow) je pasma psov, ki jo uvrščamo med špice, natančneje med azijske špice.